# الفئة (طابع بريدي)

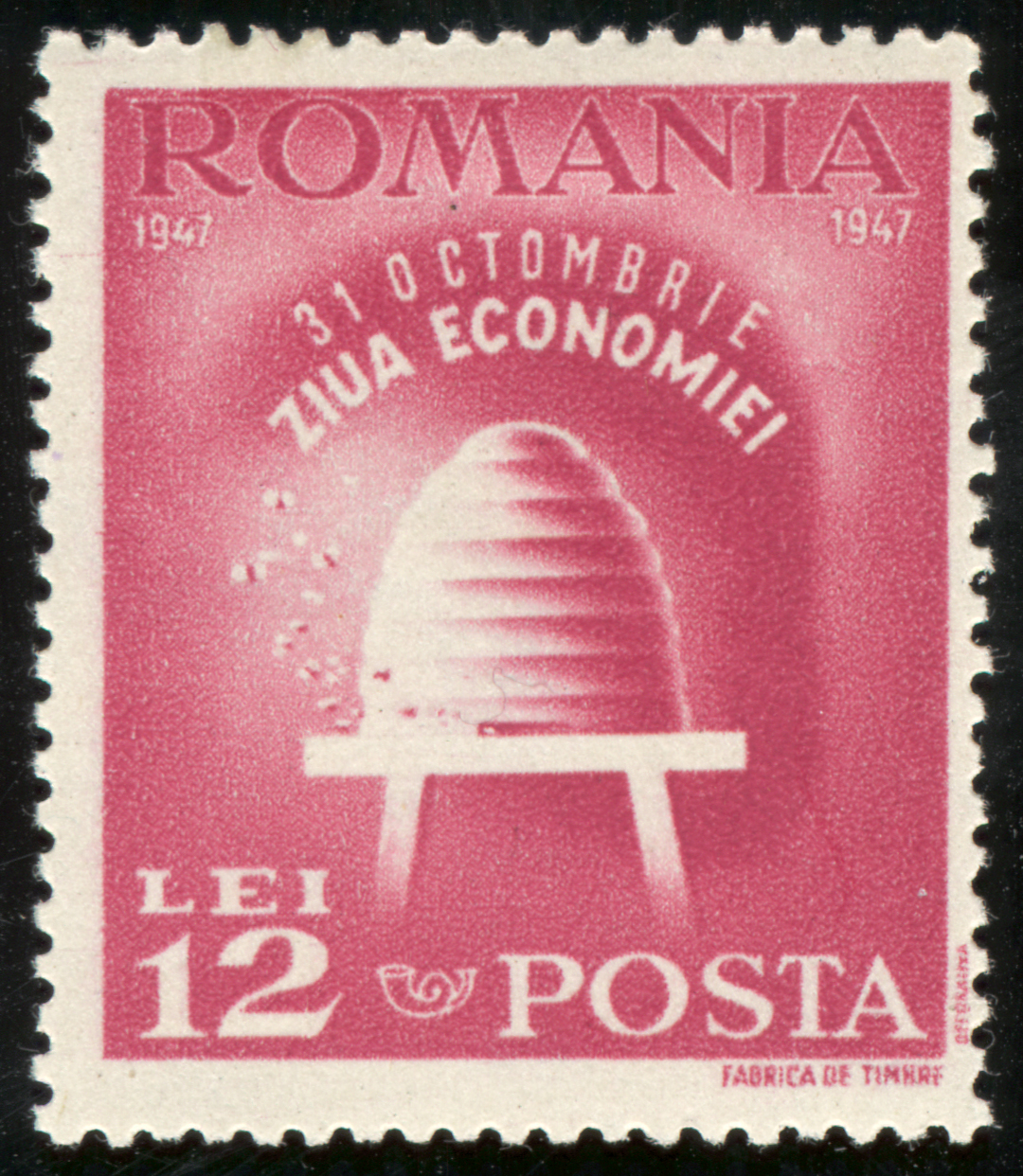
طابع روماني من عام 1947 يظهر فئة 12 ليو.

في علم جمع الطوابع القيمة الاسمية هي "القيمة المنقوشة على الطابع".
إن القيمة الاسمية ليست هي نفسها قيمة الطوابع في سوق الطوابع والتي عادة ما تكون مختلفة كما أن قيم طوابع وأموال بلد ما لا تتطابق بالضرورة. على سبيل المثال قد يكون هناك طابع بقيمة 47 سنتًا لدفع سعر بريدي معين ولكن من غير المرجح أن تكون هناك عملة معدنية بقيمة 47 سنتًا.

## لا يعرض أي فئة
في حالة عدم إظهار أي فئة فقد يكون ذلك لأن الطابع غير مسمى عمدًا لدفع تكلفة خدمة معينة أو لأن الطابع ليس طابع بريدي. قد يكون طابع سندريلا من نوع ما مثل طابع ملصق أو ملصق خيري.

### طوابع بريدية من الدرجة الأولى تحمل الأحرف
في عام 1978 واجهت خدمة البريد الأمريكية مشكلة توفير الطوابع لتلبية الزيادة المتوقعة في أسعار البريد والتي لم يتم تحديدها على وجه التحديد بعد فأصدرت طابعًا يحمل الحرف "A" بدلاً من فئة رقمية معلنة أن هذا الطابع سوف يغطي أي سعر بريدي جديد من الدرجة الأولى يوافق عليه الكونجرس. وشهدت العقود اللاحقة إصدار طوابع بي و سي و ،دي و إي و أف و جي واتش والتي كانت تغطي بشكل مماثل الزيادات الدورية في الأسعار اللاحقة.

### طوابع الابدية
في عام 2007 أصدرت هيئة البريد الأمريكية أول طابع "أبدي" غير مسمى والذي كان من المؤكد أنه سيظل صالحًا للبريد من الدرجة الأولى على الرغم من أي زيادات مستقبلية في أسعار البريد. بحلول عام 2011 كانت الغالبية العظمى من الإصدارات البريدية الجديدة في الولايات المتحدة عبارة عن طوابع أبدية على مع ان بعض الطوابع الجديدة لا تزال تحمل فئات محددة. في عام 2015 تم توسيع نطاق الطابع إلى الأبد ليشمل جميع الطوابع الأخرى (الأونصة الإضافية والبطاقات البريدية والطوابع الإضافية غير القابلة للتصنيع والأونصتين والأونصات الثلاث) والطوابع إما أن يكون لها الغرض المقصود منها أو كلمة "إلى الأبد" مطبوعة عليها بدلاً من الفئة.

## تغييرات في الفئة

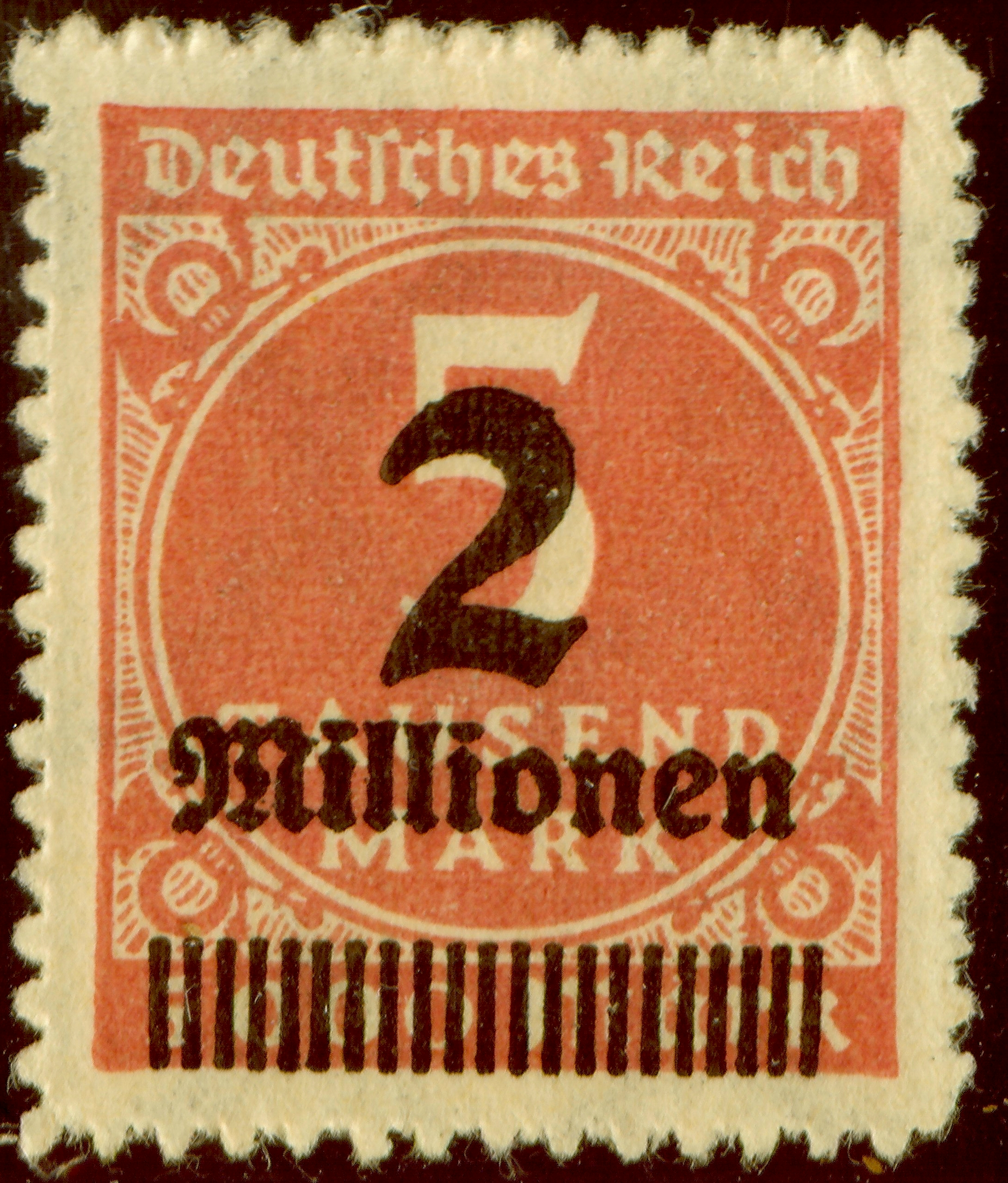
ضريبة التضخم المفرط في ألمانيا عام 1923. طابع بريدي بقيمة 5 آلاف مارك تم طباعته لتغييره إلى 2 مليون مارك.

في بعض الأحيان قد تغير فئة الطابع البريدي من قبل مكتب البريد بسبب الظروف المحلية. على سبيل المثال قد يطبع مخزونات بقيمة معينة لإظهار قيمة مختلفة بسبب نقص المخزون. في حالات التضخم المفرط يغيير فئات الطوابع من خلال الطباعة فوقها حيث أصبحت الفئات الموجودة عديمة القيمة. وفي حالات أخرى أدت التغييرات في العملة المحلية إلى تغييرات في الفئة. على سبيل المثال، عندما غيرت جزر ريوكيو (التي كانت في ذلك الوقت محمية أمريكية) عملتها من الين إلى الدولار يعاد طباعة عدد من طوابع البريد الجوي المطبوعة في الأصل بقيم الين وإعادة تسميتها بالسنتات في عامي 1959 و1960.

## فئات التضخم المفرط
خلال فترات التضخم المفرط تصدر طوابع بريدية غير مطبوعة بفئات استثنائية. على سبيل المثال في المجر في 15 يوليو 1946 اصدر طابع بريدي بقيمة اي بيه 40,000 ( ادوبينغو مجري ) يحمل صورة قاطرة ديزل. كان هذا يعادل 80 كوادريليون بينجو (80,000,000,000,000,000,000,000,000,000) 